# Ramakrishna
Gadadhar Chattopadhyay (গদাধর চট্টোপাধ্যায় in bengali), conosciuto come Sri Ramakrishna Paramahamsa (রামকৃষ্ণ পরমহংস in bengali) (Kamarpukur, 18 febbraio 1836 – Cossipore, 16 agosto 1886) è stato un mistico indiano.
Ramakrishna è stato un importante mistico, nonché un guru, famoso per aver intrapreso i vari percorsi mistici delle principali religioni del mondo. I suoi insegnamenti enfatizzano la realizzazione spirituale come più alto obiettivo della vita, lo sviluppare amore e devozione per Dio, l'unicità dell'esistenza, l'armonia e la sostanziale unità delle religioni.
I discepoli di Ramakrishna, tra cui Swami Vivekananda, hanno dato vita ad un ordine inter-religioso, la Ramakrishna Mission, con lo scopo di diffondere l'idea di unicità del Divino e la validità di qualsiasi cammino religioso.